# 704 v.Chr.
Het jaar 704 v.Chr. is een jaartal volgens de christelijke jaartelling.

## Gebeurtenissen

### Assyrië
- Koning Sanherib verplaatst zijn residentie naar Ninive, hij laat rond de hoofdstad een 25 meter hoge muur bouwen, voorzien van 15 poorten.
- Sanherib laat bij Ninive een irrigatie-kanaal aanleggen, Dur-Sharrukin (ofwel "Vesting van Sargon") wordt verlaten en vervalt tot een ruïne.